# Battle of the Network Stars
Battle of the Network Stars é uma série de competições nas quais estrelas da televisão da ABC, CBS e NBC competiriam em vários eventos esportivos. No total, 19 dessas competições foram realizadas entre 1976 e 1988, todas exibidas pela ABC.
Em 2003, a NBC tentou reviver o Battle of the Network Stars com um especial de duas horas.
Em 2005, Bravo estreou uma versão revivida do programa chamado Battle of the Network Reality Stars. Também em 2005, a ESPN estreou uma versão spin-off de curta duração, com temas esportivos, de Battle of the Network Stars como Battle of the Gridiron Stars, onde apresenta vinte jogadores da AFC e NFC competindo em uma variedade de tarefas que nada tinham a ver com futebol.
Em 2017, a ABC reviveu a série como uma série de verão que estreou em 29 de junho de 2017.

## Histórico de transmissão
A primeira batalha foi transmitida pela ABC a partir de novembro de 1976. O programa se mostrou popular e continuou por mais oito anos e meio, com episódios subseqüentes sendo transmitidos aproximadamente a cada seis meses até maio de 1985. Uma competição final foi ao ar em dezembro de 1988. A NBC tentou reviver a competição em 2003, mas com um concurso intra-rede composto por personalidades da família de redes da NBC. Normalmente, os episódios eram transmitidos duas vezes por ano civil, uma vez durante a primavera e outra durante o outono, durante as semanas da Nielsen Ratings.
O locutor de esportes Howard Cosell organizou ou co-organizou todas, exceto uma das primeiras dezenove competições (ele não organizou a edição de 1985 devido a uma briga com a ABC, mas voltou para a edição final em 1988) e comentou a ação com uma versão semi-séria do estilo pelo qual ele era famoso.
Quando a ABC reviveu o programa como uma série semanal em 2017, Mike Greenberg e Joe Tessitore assumiram as tarefas de hospedagem.

## Formato

### 1976-1988
Cada rede era representada por oito ou dez estrelas de várias séries, e uma dessas pessoas de cada equipe seria eleita para servir como capitão da equipe.
Alguns dos eventos foram modelados após os utilizados no The Superstars, outra produção da Trans World-ABC que contou com atletas de todos os esportes competindo entre si por um título geral. Os eventos regulares incluíam natação, caiaque, voleibol, golfe, tênis, boliche (em pistas ao ar livre sob medida), ciclismo, futebol 3-em-3, dunk de beisebol, corrida e pista de obstáculos. Também apareceu como um evento regular um jogo de "Simon Says", dirigido pelo artista do hotel Catskill, Grossinger's, Lou Goldstein. Cada rede recebeu pontos com base no desempenho do evento.
Depois que os eventos regulares terminaram, a rede de pontuação mais baixa foi eliminada de outras competições e as duas redes restantes determinaram o vencedor do dia com o evento final, o Cabo de Guerra.

### 2017 – presente
Duas equipes de cinco celebridades competem a cada semana com um atleta profissional como treinador (os treinadores retornam ao longo da temporada). As equipes são normalmente designadas com base no gênero ou no papel dos notáveis créditos de TV das celebridades. Por exemplo, um episódio colocou estrelas de novela no horário nobre contra atores associados a comédias, enquanto outro teve atores que interpretaram advogados versus aqueles que interpretaram funcionários da Casa Branca. As equipes geralmente incluem pelo menos um ator ou atriz veterano que competiu anteriormente nas Battle of the Network Stars originais e as imagens de arquivo de suas aparições anteriores são mostradas. O local continua sendo a Pepperdine University, como foi o original.

## Rosters

### 1976-1988
Batalhas I-III: Cada rede tinha uma lista de 10 estrelas: seis homens e quatro mulheres.
Batalhas IV-VI: Cada rede tinha uma lista de oito estrelas: cinco homens e três mulheres.
Batalhas VII-XIX: Cada rede tinha uma lista de oito estrelas: quatro homens e quatro mulheres.

## Eventos

### 1976-1988
Batalha I: Revezamento Natação, Tênis, Golfe, Baseball Dunk, Revezamento de Bicicleta, Pista de Obstáculos, Vôlei, Revezamento de Corrida, Cabo de Guerra
Batalha II: Revezamento de Natação, Revezamento de Caiaque, Baseball Dunk, Curso de Obstáculo, Golfe, Revezamento de Corrida, Futebol 3-em-3, Cabo de Guerra
Batalha III: Revezamento Natação, Revezamento Caiaque, Boliche, Baseball Dunk, Curso de Obstáculo, Golfe, Revezamento Running, Futebol 3-em-3, Cabo de Guerra
Batalha IV: Revezamento Natação, Revezamento Caiaque, Captura de Frisbee, Baseball Dunk, Pista de Obstáculos, Revezamento de Corrida, Futebol 3-em-3, Cabo de Guerra
Batalhas V-VII: revezamento para natação, revezamento para caiaque, futebol 3-em-3, enterro de beisebol, pista de obstáculos, revezamento para corrida, cabo de guerra
Batalhas VIII-XVII: revezamento para natação, revezamento para caiaque, futebol 3-em-3, enterro de beisebol, pista de obstáculos, revezamento para bicicleta em tandem, revezamento para corrida, cabo de guerra

### 2017-presente
2017: Corrida de revezamento, Natação (2-em-2), Caiaque (2-em-2), Baseball Dunk, Tênis (serviço de retorno), Arco e flecha, Futebol (tiro ao alvo), Basquete (tiro em 3 pontos), Golfe (o mais próximo ao pino), Curso de obstáculo feminino, Curso de obstáculo masculino, Cabo de guerra.